# Miquel Àngel Pasqual i Llinàs
Miquel Àngel Pasqual i Llinàs (Mataró, 4 de gener de 1949) és un cantant i el membre barbut del grup La Trinca format també per Josep Maria Mainat i Toni Cruz.
Tota la seva vida ha viscut a Canet de Mar, Maresme. De petit va estudiar a l'escola «Hermanos Iglesias» i fins i tot va plantejar-se seriosament la possibilitat d'accedir al sacerdoci.
Als 19 anys, s'involucra en els grups de Cruz i Mainat, «The blue cabrits» i «Enfants terribles» i, finalment, el 1969, tots tres creen La Trinca.
El 1994, 7 anys després que el grup es dediqués en exclusiva a la producció audiovisual a Gestmusic, va tenir problemes de salut i va decidir vendre la seva part al grup neerlandès Endemol facilitant d'aquesta manera l'expansió de la productora arreu del món.
Dedicat a negocis particulars, no ha deixat mai els escenaris i des del 2009, amb Pep Picas, creen el grup La Brinca. També treballa en la creació de temes pel grup Per Pebrots. Tots dos grups tenen una forta arrel trincaire.